# Margaretenbad

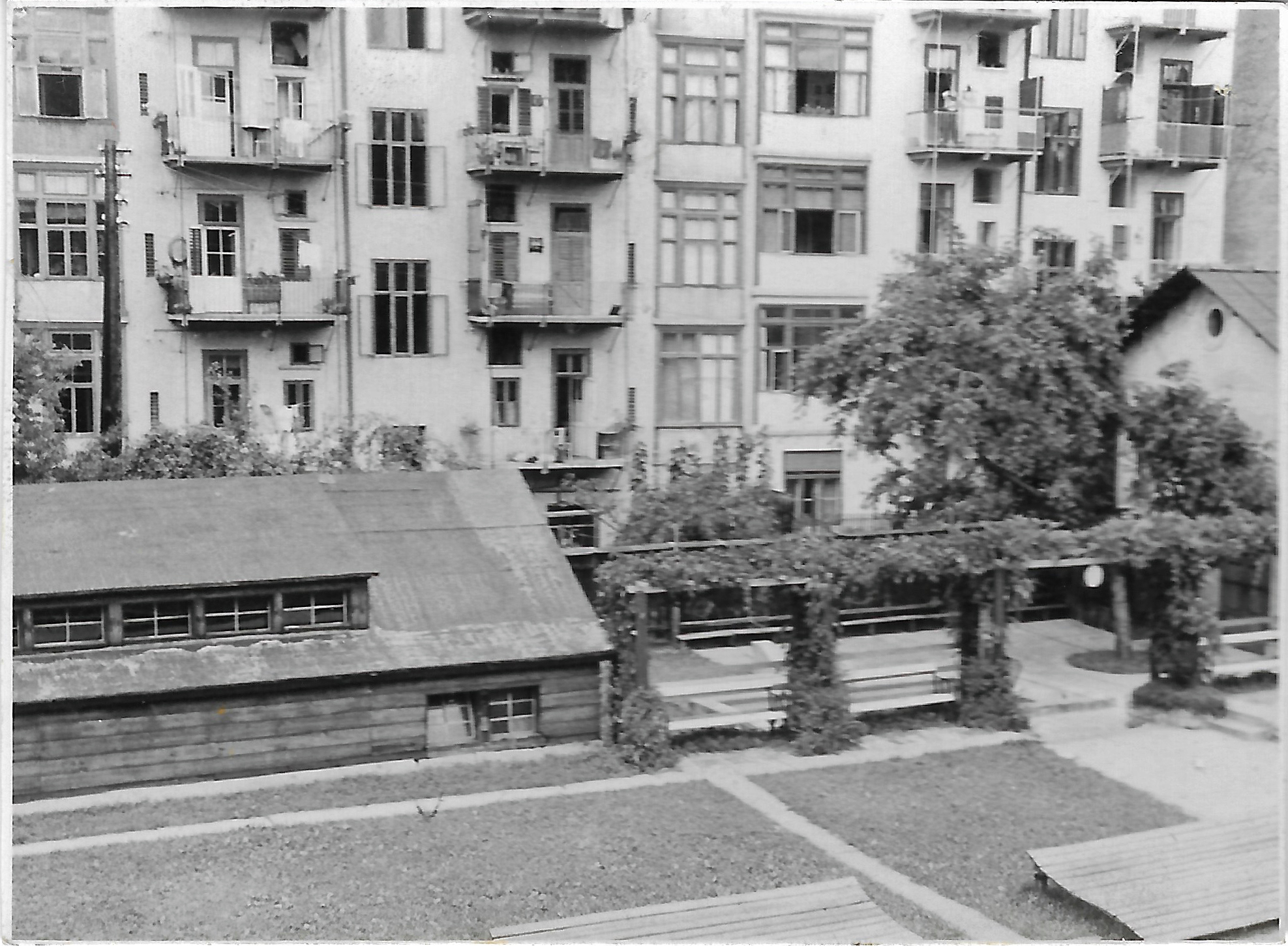
Mitten zwischen Gründerzeithäusern

Das Margaretenbad, ein Freibad im Grazer Bezirk Geidorf, wurde 1928 nach einem Entwurf des jüdischen Architekten Eugen Székely errichtet und gilt als erstes modernes Freibad von Graz.

## Vorgeschichte

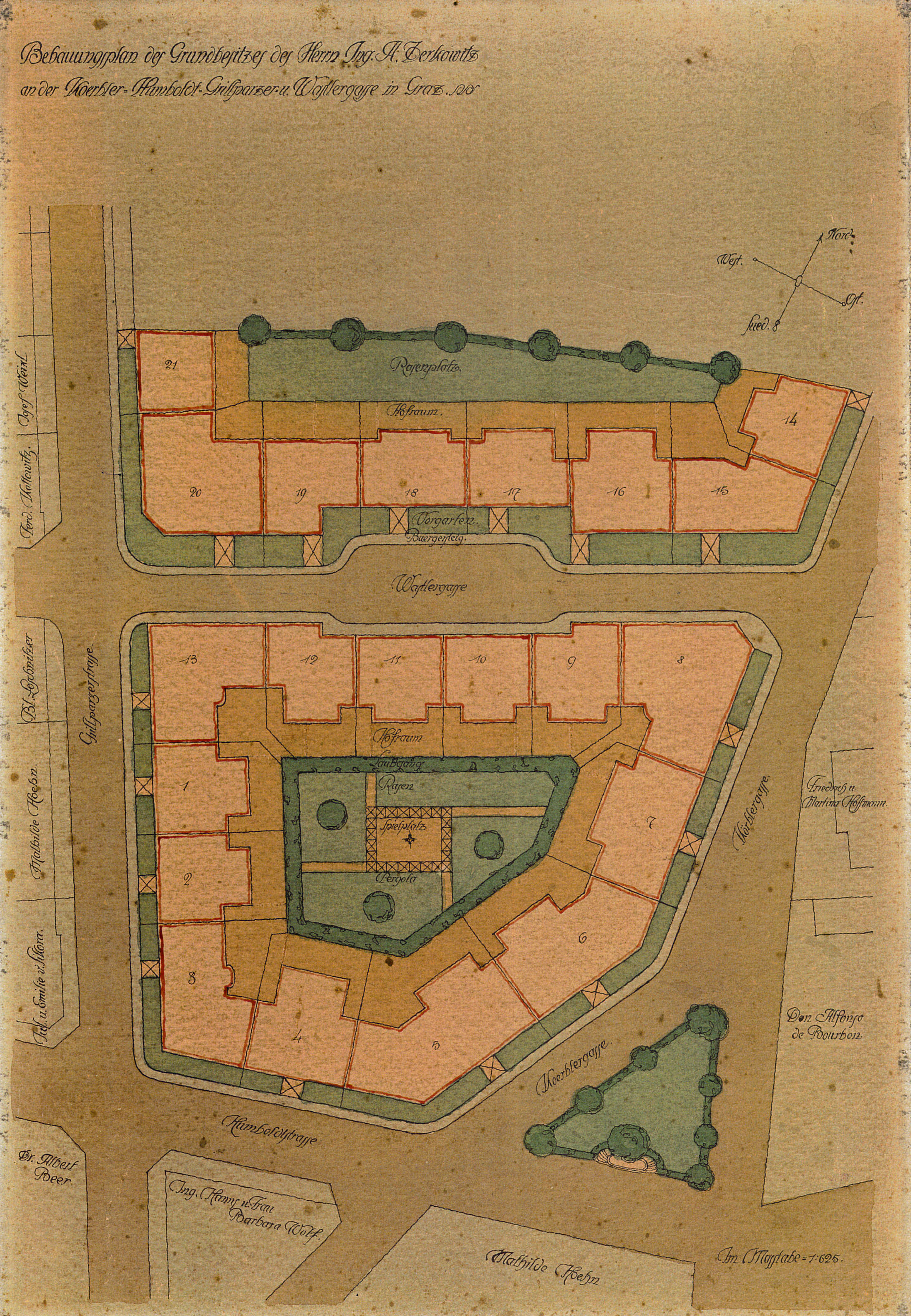
Bebauungsplan von 1910 von Alexander Zerkowitz

1910 erwarb der Grazer Stadtbaumeister Alexander Zerkowitz von den Freiherrn Zschock den Freihof an der Körblergasse mit angeschlossenem Englischen Garten, ein Areal von etwa einem Hektar. Geplant war die Wastlergasse bis zur Körblergasse weiterzuführen und in Blockbauweise dreizehn Häuser und weitere acht gegenüber, Richtung Franckstraße, zu errichten. Nach dem Bau von vier Gebäuden vereitelte der Erste Weltkrieg die weitere Umsetzung. Nach Alexanders Tod übernimmt seine Witwe Jenny Zerkowitz das Bauunternehmen und errichtet auf eigenem Grund das Margaretenbad.

## Architektur
Die Architekturhistorikerin Antje Senarclens de Grancy spricht von einer „schlichten, funktionalen Anlage mitten im Hof eines gründerzeitlichen Wohnblocks mit Blick auf die Bäume der Nachbargärten und die Klopfbalkone der Hoffassaden.“ Der Architekt Eugen Székely gruppiert auf unterschiedlichen, dem Geländeverlauf entsprechenden Niveaus eine Vielfalt kleiner, eingeschoßiger, nach ihren Funktionen aneinandergefügte Holzbauten (Eingangs-, Kabinen-, Restaurantbereich etc.) mit weiß gestrichenen Kippfenstern.
Bis Ende der 1970er Jahre bleibt das Bad in seinem ursprünglichen Erscheinungsbild erhalten. In der folgenden Umgestaltungsphase werden zuerst die Sanitäranlagen erneuert, 1984 dann das neue Eingangsgebäude nach Plänen des Architekten Emo Meister errichtet, das neue Stahlbecken kam schließlich 1985. Nach mehreren Umbauten und Sanierungen sind nur noch wenige Spuren des ursprünglichen Bades erkennbar.

## Geschichte
Der Name des Grazer Freibads soll in Gedenken an das Kindermädchen der Familie Zerkowitz, Margarete, gewählt worden sein, welches in einer Badewanne ertrank.
Die ersten zehn Jahre seines Bestehens erfreut sich das „Margerl“, wie es von der Bevölkerung bis heute liebevoll genannt wird, großer Beliebtheit. Sportwettkämpfe wie Österreichische Schwimm- und Wasserballmeisterschaften werden hier ausgetragen. Das erste Grazer GAK-Freiluft-Tischtennisturnier fand am 29. Juli 1933 im Margaretenbad statt. 1938 wird die jüdische Familie Zerkowitz enteignet und das Bad am 17. Juli 1938 „nach Absingen nationalsozialistischer Kampflieder“ wiedereröffnet. Nach dem Zweiten Weltkrieg wird das Bad an die Familie zurückgegeben. Von 1945 bis 1961 bleibt es ein Privatbad, geführt von Anny Zerkowitz, der Schwiegertochter der Gründerfamilie. Dann wird es von der Stadt Graz übernommen und vom Grazer Athletiksport-Klub bis 1971 betrieben. Schwimmer, Wasserspringer und Wasserballer nützen die Anlage. Im 1984 errichteten Eingangsgebäude wurde bis in die 2000er Jahre eine großzügige und beliebte Saunalandschaft betrieben, nach Ausscheiden des Pächterehepaars standen ca. 600 m² im Obergeschoß mehr als 12 Jahre leer. Heute sind das Universitätssportinstitut und der Kärntner Chor eingemietet.
Als 2007 das Bad geschlossen werden soll, gründet sich die Bürger:inneninitiative zur Erhaltung und Belebung des Margaretenbads, die bis heute erfolgreich bleiben sollte. Aus ihr entsteht 2015 die Grätzelinitiative Margaretenbad, die nahe dem Freibad im Ecklokal Grillparzerstraße 10, ein ganzjähriges Nachbarschaftszentrum betreibt und auch im Margaretenbad aktiv ist.

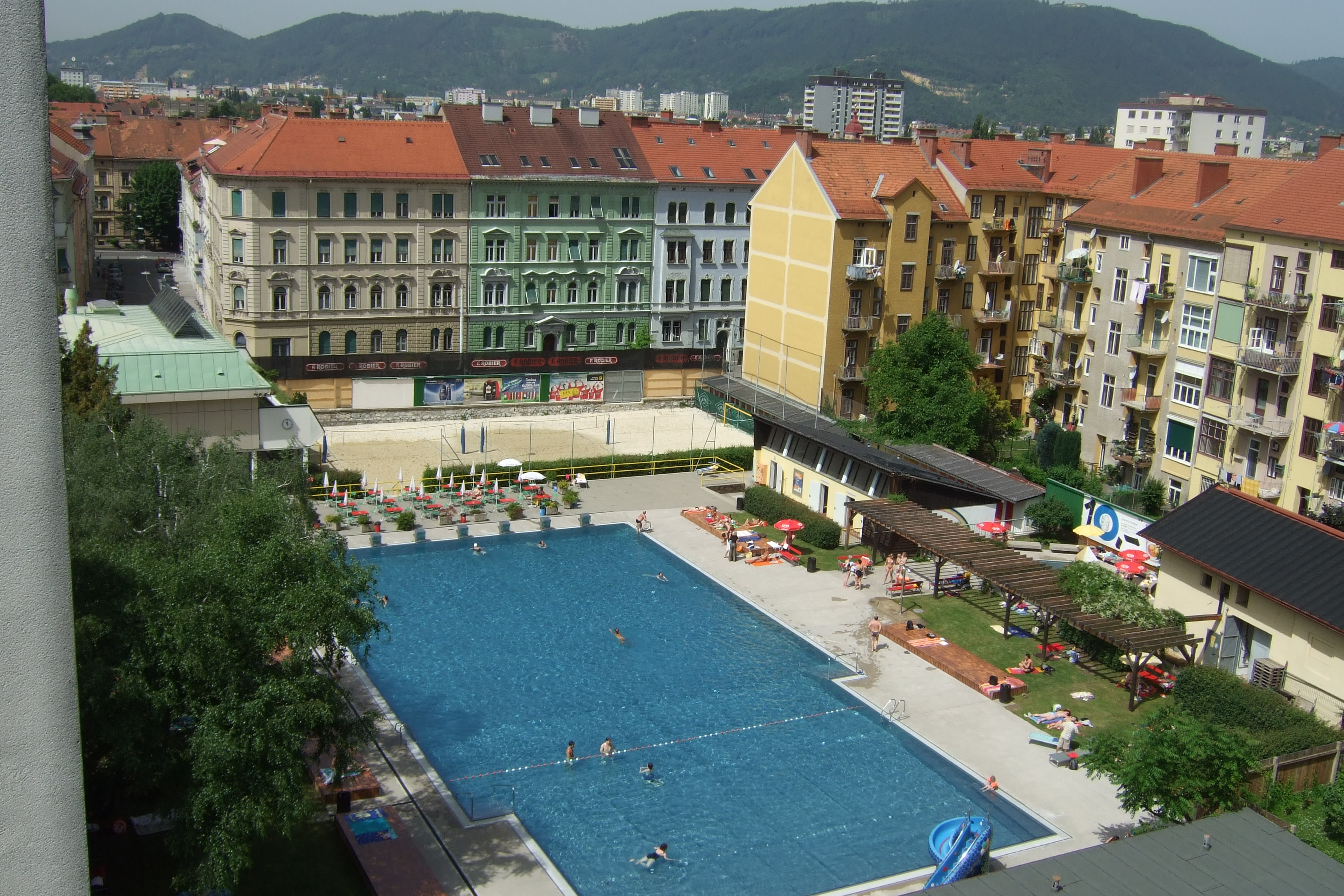
Margaretenbad 2008

Das öffentliche Freibad ist im Besitz der Stadt Graz und wird von der Holding Graz Freizeit betrieben.
Zumindest seit 2017 wird am letzten Schulferiensonntag (zuletzt am 8. 
September 2024, 11–18 Uhr) auf den Straßen vor dem Badeingang das Margerl-Grätzelfest gefeiert. Die Wastlergasse ist im Bereich des gesamten ersten Häuserblocks und die Grillparzerstraße in beiden Richtungen jeweils ein Stück weit für Fahrverkehr gesperrt, auch der Busverkehr wird umgeleitet, um die Fahrbahn für Geselligkeit und Kinderspiel zu nutzen.

## Ausstattung
Ganzjähriges Restaurant mit Freibad-Terrasse. 25-Meter-Becken mit Nichtschwimmerbereich, Kinderrutsche „Cobri“, Kinderareal mit Kinderplanschbecken, 2 Beachvolleyballplätze inkl. Sandspielbereich, Tischtennis.